# Ctná paní Lucie
Ctná paní Lucie je československý historický dobrodružný televizní seriál vzniklý v produkci Československé televize, která jej také v letech 1972–1973 vysílala. Šestidílný seriál natočil režisér Petr Tuček podle scénáře, který napsal společně s Gustavem Oplustilem. Pojednává o putování paní Lucie na přelomu 15. a 16. století do dalekých zemí kvůli záchraně svého manžela. Do současnosti se seriál nedochoval, kvůli kritice generálního tajemníka Ústředního výboru Komunistické strany Československa Gustáva Husáka byl filmový materiál s dílem pravděpodobně zničen.

## Příběh
Paní Lucie, dcera Záviše Oulehly z Kronbachu, se se svou družinou vydá do země turecké, aby osvobodila svého manžela. Během svého putování je podrobena mnoha zkouškám.

## Obsazení
- Renáta Doleželová jako Lucie, dcera Záviše Oulehly
- Ilja Prachař jako Záviš Oulehla z Kronbachu
- Jan Tříska jako Věslav Čížovský, Luciin nápadník
- Svatopluk Matyáš jako Černý rytíř
- Václav Lohniský jako Kuneš Smolenský z Babínu
- Jan Skopeček jako Kryštof Trčka z Kunštátu
- Josef Šebek jako Petr Beneš z Vrbince
- Vilém Besser jako Jakub Moor, zvaný Pancíř
- Miloš Kopecký jako Monyfeith, rytíř
- Josef Haukvic jako Justus, sluha rytíře Monyfeitha

## Produkce
Šestidílný televizní seriál Ctná paní Lucie s historickou, dobrodružnou a romantickou tematikou napsal Gustav Oplustil společně s Petrem Tučkem. Určen byl pro vysílání v rámci Malého televizního sázení, které se zaměřovalo na podporu památkové péče a jeho výnosy mířily do fondu obnovy památek. Pro příběh, zasazený na přelom 15. a 16. století, využili jeho autoři motivy pověstí z československých hradů a zámků i některá historická fakta. Scenáristé kladli důraz na dlouhodobé morální hodnoty (čest, spravedlnost, pravda, věrnost) a do děje zakomponovali témata romantiky, lásky, hrdinských bojů a lidských vášní. Pořad režíroval Petr Tuček, pro Československou televizi jej vyrobilo Filmové studio Barrandov. Vznikl s podporou památkářů a ministerstva kultury. Natáčení probíhalo v interiérech a exteriérech českých a moravských hradů (např. první díl na Křivoklátě) a trvalo asi půl roku od podzimu 1971 do jara 1972; v říjnu 1971 byl seriál rozpracován, v květnu 1972 probíhala výroba postsynchronů. Již koncem roku 1971 uvažovali Tuček a Oplustil v případě úspěchu o případném pokračování. Na jaře 1972 připravoval Oplustil scénáře pro dalších sedm dílů, které však už realizovány nebyly.
Hudbu k seriálu napsal Zdeněk Liška.

## Vysílání
Seriál Ctná paní Lucie uvedla Československá televize na I. programu od listopadu 1972 do února 1973. Měl být vysílán v rámci Malého televizního sázení, tento záměr však naplnily pouze první dvě epizody. První díl měl premiéru 11. listopadu 1972, další měly následovat ve dvoutýdenní periodě. Druhý díl byl skutečně odvysílán 25. listopadu, avšak třetí epizoda, původně plánovaná na 9. prosince, byla z vysílání stažena a nahrazena jiným pořadem. Důvodem byla kritika Československé televize za natočení neideologického seriálu, kterou generální tajemník Ústředního výboru Komunistické strany Československa Gustáv Husák pronesl na konci listopadu 1972 na setkání s pracujícími v Ústí nad Orlicí (odvysíláno v Československém rozhlase 29. listopadu 1972). Po měsíční přestávce se seriál na obrazovky vrátil 6. ledna 1973, poté pokračoval s dvoutýdenním intervalem, takže poslední šestá část byla odvysílána 17. února 1973. Seriál byl původně zařazen do večerního vysílání v hlavním vysílacím čase ve 22.00 hodin, od začátku roku 1973 byl uváděn v dopoledním vysílání od 9.30 hodin. Jednotlivé díly měly délku přibližně 50–60 minut.
Československá televize seriál Ctná paní Lucie nikdy nereprízovala a filmový materiál s pořadem byl asi kvůli Husákově kritice zničen. Česká televize seriál na počátku 90. let 20. století sháněla, avšak bez úspěchu.

### Seznam dílů
| Č. v seriálu | Název                | Režie      | Scénář                       | Datum premiéry     |
| ------------ | -------------------- | ---------- | ---------------------------- | ------------------ |
| 1            | Boj o Lucii          | Petr Tuček | Gustav Oplustil a Petr Tuček | 11. listopadu 1972 |
| 2            | Nečekaná past        | Petr Tuček | Gustav Oplustil a Petr Tuček | 25. listopadu 1972 |
| 3            | Nevěrná paní Anděla  | Petr Tuček | Gustav Oplustil a Petr Tuček | 6. ledna 1973      |
| 4            | Rozmařilost a hazard | Petr Tuček | Gustav Oplustil a Petr Tuček | 20. ledna 1973     |
| 5            | Ztracená šance       | Petr Tuček | Gustav Oplustil a Petr Tuček | 3. února 1973      |
| 6            | V zemi turecké       | Petr Tuček | Gustav Oplustil a Petr Tuček | 17. února 1973     |

## Přijetí
Autor článku v týdeníku Tvorba seriál Ctná paní Lucie po prvním odvysílaném dílu silně zkritizoval. Ohodnotil jej jako dílo „úplně nezdařené“, podle jeho názoru s povrchní a krkolomnou romantičností a zničenou poezií pohádek. Vadilo mu, že „protagonisté i kompars pobíhají a řičí ve starobylých zdech jako špatný, vyplašený operní sbor“, že „péče o výtvarnou stránku filmových záběrů [je] minimální“ a že scenérie hradu Křivoklátu zůstala nevyužita. Uvedl, že „[t]endence parodovat filmy o Angelice se změnila v parodii na sama sebe“, protože „v té televizní, mnohdy i nechtěně pimprlové rytírně […] se chvílemi nechtělo hrát ani koním a občas běhali zadkem trochu našikmo“.